# 3-й Гайдамацкий пехотный полк
3-й Гайдамацкий пехотный полк (укр. 3-й Гайдамацький піхотний полк), также Гайдамацкий кош Слободской Украины — военизированные формирования Слобожанщины в составе вооружённых сил Украинской Народной Республики.

## История

### Первая советско-украинская война
Первая советско-украинская война
Согласно мемуарам Н. Чеботарёва, первоначально основу формирования составили 200—250 солдат 2-го Украинского запасного полка (созданного в Харькове путем украинизации 28-го запасного пехотного полка Русской императорской армии), которым удалось избежать уничтожения и разоружения после прибытия в город «антоновцев».
После разоружения полка 10 января Волох с полусотней офицеров выехал в Полтаву. В Полтаве Волох начал формировать новую часть для борьбы с большевиками. В свой отряд он присоединил юнкеров из Полтавской и Чугуевской школы и казаков:
- 1-й Украинский казацкий конно-учебный полк — Гомзин, Борис Владимирович
- 1-й Запорожский полк — Захарчук Святослав Косьмич
- 2-й Украинский запасной полк — Волох, Емельян Иванович

Этот сводный полк Волох назвал Гайдамака кош Слободской Украины.
Окончательно сформирован в декабре 1917 года С. Петлюрой, который стал его атаманом. Кош состоял из двух куреней (батальонов) — «красных» и «чёрных» «гайдамаков». Личный состав коша состоял из добровольцев, преимущественно офицеров и юнкеров военных училищ Русской армии, сторонников независимости Украины.
Курени Слободского коша отличились в подавлении январского восстания в Киеве и в зимних боях 1918 года во время обороны Киева от советских войск.

### Освобождение Донбасса
15 апреля 1918 года 3-й Гайдамацкий пехотный полк находясь в составе Донецкой группы Армии УНР после двенадцатичасового боя занял станцию Барвенково. В этом бою гайдамаки потеряли 9 гайдамаков убитыми, 59 ранены. 17 апреля без боя гайдамаки заняли Славянск, 18 апреля без боя заняли Бахмут. С 25 по 26 апреля принимал участие в Боях за Горловку. После занятия Донбасса части 3-го Гайдамацкого полка расположились в Славянске и на ст. Никитовка, где находился штаб командира Донецкой группы Армии УНР.
До 25 июня 3-й Гайдамацкий полк был выведен с Бахмутского уезда и переброшен на север Старобельского уезда на российско-украинскую границу. На территории нынешней Луганщины полк расположился по речке Айдар, штаб полка находился в Белолуцке. С июня по ноябрь 1918 года гайдамакам многократно приходилось вступать в бой с большевистскими отрядами, которые проникали на территорию, контролируемую Украинской Державой, со стороны РСФСР, иногда гайдамаки совершали рейды на территорию РСФСР. Во время пребывания полка в районе Белолуцка в него влилась незначительная часть местных жителей, в своём большинстве крестьяне относились с недоверием к любой власти.
- Василевский, Андрей Павлович

В марте 1918 года кош был преобразован в 3-й Гайдамацкий пехотный полк с конной сотней и пушечным дивизионом и включён в состав Запорожского Корпуса армии УНР (командир полка — бывший полковник Генштаба Русской армии В. Сикевич; с апреля по июль 1918 года и с ноября 1918 года по январь 1919 года — бывший штабс-капитан Русской армии Е. Волох). В конце марта 1919 года 3-й Гайдамацкий пехотный полк перешёл на сторону Украинской советской армии и был расформирован.

### Вторая советско-украинская война
В ноябре 1919 года в составе армии УНР была сформирована Ударная Гайдамацкая бригада. Командовал бригадой полковник армии УНР Е. Волох.

## Командование
- декабрь 1917 — март 1918 — Петлюра, Симон Васильевич
- март 1918 — июнь 1918 — Сикевич, Владимир Васильевич
- июнь 1918 — июль 1918 — Волох, Емельян Иванович
- июль 1918 — ноября 1918 — Сильванский, Николай Михайлович
- 1919 — Виноградов, Юрий
- 16 ноября 1918—1920 — Волох, Емельян Иванович

## Состав
декабрь 1917
- 1-й курень Черных гайдамаков — Блаватный, Никифор
- 1-й юнкерский курень гайдамаков
- 1-й курень Красных гайдамаков — Волох, Емельян Иванович

январь 1918
- 1-й курень Черных гайдамаков — Блаватный, Никифор
- 1-й курень Красных гайдамаков — Волох, Емельян Иванович
- Конная сотня — Ляхович
- 1-я Сотня Сечевых стрельцов — Сушко, Роман Кириллович
- 1-й Гайдамацкий пушечный дивизион — Смовков К.

июнь 1918
- 1-й курень Черных гайдамаков — Блаватный, Никифор
- 1-й курень Красных гайдамаков — Волох, Емельян Иванович
- Конная сотня — Ляхович
- 1-й Гайдамацкий пушечный дивизион — Смовков К.

## Командиры (старши́на) коша
- Владимир Васильевич Сикевич — атаман коша Слободской Украины
- Николай Ефимович Чеботарёв — военный комиссар Слобожанщины
- Симон Васильевич Петлюра — атаман Гайдамацкого коша Слободской Украины
- Сергей Ильич Байло — адъютант атамана Гайдамацкого коша
- Емельян Иванович Волох — атаман куреня «красных гайдамаков»
- Борис Владимирович Гомзин — старшина куреня «красных гайдамаков»
- Сергей Николаевич Дельвиг — начальник артиллерии
- Святослав Кузьмич Захарчук[укр.] — старшина 1-й сотни куреня «красных гайдамаков»
- Дмитрий Ильич Абриньба — атаман Гайдамацкого куреня в Екатеринославе
- Леонтий Овчаренко[укр.] — командир бронечастей
- Александр Афанасьевич Шпилинский[укр.] — младший старшина Наливайковской сотни
- Николай Иванович Удовиченко — начальник разведотдела